# ATC kod R03
ATC kod R03 Lekovi za hroničnu opstruktivnu bolest pluća su terapeutska podgrupa sistema za anatomsko terapeutsko hemijsku klasifikaciju. Ovaj sistem alfanumeričkih kodova je razvio  za klasifikaciju lekova i drugih medicinskih proizvoda.  Podgrupa R03 je deo anatomske grupe R Respiratorni sistem.

Kodovi za veterinarsku upotrebu (ATCvet kodovi) se mogu formirati stavljanjem slova Q ispred humanih ATC kodova: QR03... ATCvet kodovi bez odgovarajućeg humanog ATC koda su navedeni sa vodećim Q na sledećoj listi.
Nacionalna izdanja ATC klasifikacije mogu da obuhvataju dodatne kodove koji nisu prisutni na ovoj listi.

## Adrenergici, inhalanti

###R03AA Agonisti alfa- i beta-adrenoreceptor
Epinefrin

### Neselektivni agonisti beta-adrenoreceptora
Isoprenalin
 Orciprenalin

### Selektivni agonistibeta-2-adrenoreceptora
Salbutamol
 Terbutalin
 Fenoterol
 Rimiterol
 Heksoprenalin
 Izoetarin
 Pirbuterol
 Tretoquinol
 Karbuterol
 Tulobuterol
 Salmeterol
 Formoterol
 Klenbuterol
 Reproterol
 Prokaterol
 Bitolterol
 Indakaterol

### Adrenergici i drugi lekovi za opstruktivnu bolest pluća
Epinefrin i drugi lekovi za opstruktivnu bolest pluća
 Izoprenalin i drugi lekovi za opstruktivnu bolest pluća
 Fenoterol i drugi lekovi za opstruktivnu bolest pluća
 Salbutamol i drugi lekovi za opstruktivnu bolest pluća
 Reproterol i drugi lekovi za opstruktivnu bolest pluća
 Salmeterol i drugi lekovi za opstruktivnu bolest pluća
 Formoterol i drugi lekovi za opstruktivnu bolest pluća

## Drugi lekovi za opstruktivnu bolest pluća, inhalanti

###R03BA Glukokortikoidi
Beklometason
 Budezonid
 Flunizolid
 Betametason
 Flutikason
 Triamcinolon
 Mometazon
 Ciklesonid

###R03BB Antiholinergici
Ipratropijum bromid
 Oksitropium bromid
 Stramoni preparati
 Tiotropijum bromid

###R03BC Antialergijski agensi, izuzev kortikosteroida
Kromoglicinska kiselina
 Nedoromil

### Drugi lekovi za opstruktivnu bolest pluća, inhalanti
Fenspirid

## Adrenergici za sistemsku upotrebu

###R03CA Alpha- and beta-adrenoreceptor agonists
Efedrin

### Neselektivni agonisti beta-adrenoreceptora
Izoprenalin
 Metokdifenamin
 Orciprenalin
 Izoprenalin, kombinacije
 Orciprenalin, kombinacije

### Selektivni agonisti beta-2-adrenoreceptora
Salbutamol
 Terbutalin
 Fenoterol
 Heksoprenalin
 Izoetarin
 Pirbuterol
 Procaterol
 Tretohinol
 Karbuterol
 Tulobuterol
 Bambuterol
 Klenbuterol
 Reproterol
 Terbutalin, kombinacije
 Klenbuterol, kombinacije

## Drugi sistemski lekovi za opstruktivnu bolest pluća

### Ksantini
Diprofilin
 Holin teofilinat
 Proksifilin
 Teofilin
 Aminofilin
 Etamifilin
 Teobromin
 Bamifilin
 Acefilin piperazin
 Bufilin
 Doksofilin
R03AH Kombinacije ksantina
 Diprofilin, kombinacije
 Theofilin, kombinacije izuzev psiholeptika
 Aminofilin, kombinacije
 Theobromin, kombinacije
 Theofilin, kombinacije sa psiholepticima

### Ksantini i adrenergici
Diprofilin i adrenergici
 Holin teofilinat i adrenergici
 Proksiifilin i adrenergici
 Teofilin i adrenergici
 Aminofilin i adrenergici
 Etamifilin i adrenergici

###R03DC Antagonistileukotrienskogreceptora
Zafirlukast
 Pranlukast
 Montelukast
 Ibudilast

### Drugi sistemski lekovi za opstruktivnu bolest pluća
Amleksanoks
 Eprozinol
 Fenspirid
 Omalizumab
 Seratrodast
 Roflumilast